# كواسولو

كواسولو هي كومونا تقع في بييمونتي، إيطاليا.